# Летовище Самтера
Летовище Самтеру (ІАТА(IATA: SUM, ICAO: KSMS, FAA ідент. місц.: SMS)кришки(IATA: SUM, ICAO: KSMS, FAA ідент. місц.: SMS) — публічний аеропорт, розташований за 7 км на північ від центрального ділового району міста Самтер в окрузі Самтер, Південна Кароліна, США. Належить місту та окрузі Самтер.
Хоча більшість аеропортів США використовувати той же трилітерний ідентифікатор розташування для FAA та ІАТА, аеропорт має код SMS за системою FAA та SUM за ІАТА (який призначив код SMS летовищу Сент-Марі на Мадагаскарі).

## Об'єкти та повітряні судна
Аеропорт займає площу 174 гектарів (429 акрів на висоті від 182 футів (55 м) вище середнього рівня моря. Тут діють дві злітно-посадочні смуги: 5/23 розміром 1,677×30 м з асфальтованою поверхнею; 14/32 — 939×37 м з дерновою поверхнею.
Протягом серпня 2007 до серпня 2008-го летовище обслуговувало 48,300 повітряних суден, в середньому 132 у день: 97 % з них — авіація загального призначення, 2 % повітряне таксі і 1 % військових літаків. Тут базувалось 55 літаків: 84 % з одним двигуном і 16 % багатомоторні.